# Días feriados de Uruguay
Los días feriados de Uruguay son aquellos días del año, en general fijados por ley, para conmemorar festividades o acontecimientos históricos, en los que en principio no hay prohibición de trabajar y que en algunos casos está prevista una remuneración especial si se trabaja en los mismos. Pueden clasificarse según su remuneración en pagos o simples, según la obligación de trabajar en laborables o no laborables, y según su movilidad en movibles o inamovibles.
Los feriados regulares actuales son 1 de enero (Año Nuevo), 6 de enero (Día de los Niños, más conocido como Día de Reyes), lunes y martes de la semana de Carnaval, Semana de Turismo, 19 de abril (Desembarco de los Treinta y Tres Orientales), 1 de mayo (Día de los Trabajadores), 18 de mayo (Batalla de Las Piedras), 19 de junio (Natalicio de Artigas), 18 de julio (Jura de la Constitución), 25 de agosto (Declaratoria de la Independencia), 12 de octubre (Día de la Raza), 2 de noviembre (Día de los Difuntos) y 25 de diciembre (Día de la Familia, más conocido como Navidad).

## Definición
Los feriados se tratan de días del año en los que se conmemoran ciertos eventos como fiestas o acontecimientos históricos en los que en algunos casos se prevé remuneración en caso de trabajar en estos días. Para autores como Nelson Larrañaga y Américo Plá Rodríguez, su fijación es por ley, siendo una materia de reserva legal, sin embargo, Federico Rosenbaum opina que la determinación y fijación de un feriado puede hacerse por laudo o convenio colectivo al haberse verificado este supuesto en la práctica de las relaciones laborales colectivas uruguayas y no existir norma alguna que disponga la reserva legal de la materia, salvo en el caso de los feriados declarados no laborables.

## Clasificación

### Según el tipo de conmemoración
El Decreto Ley 14977 agrupa los feriados en dos categorías: «feriados nacionales de carácter tradicional», que comprende el 1 de enero, 6 de enero, lunes y martes de Carnaval, Semana de Turismo, 1 de mayo, 2 de noviembre y 25 de diciembre; y «feriados nacionales de exaltación y conmemoración patriótica», que incluye el 19 de abril, 18 de mayo, 19 de junio, 18 de julio, 25 de agosto y 12 de octubre.

### Según su remuneración
Es feriado pago aquel en que la ley, convenio colectivo o laudo lo califica como pago. El marco jurídico general está regulado por la Ley 12590 o de licencias, en cuyo artículo 18 establece que los feriados de 1 de enero, 1 de mayo, 18 de julio, 25 de agosto y 25 de diciembre todo trabajador percibirá remuneración como si trabajara; y en caso de trabajar percibirá paga doble. Otros feriados también declarados pagos son el del día que fije el Poder Ejecutivo para realizar el Censo de Población y Vivienda en todo el país, y el feriado nacional no laborable del día de la transmisión de mando presidencial, el 1 de marzo cada cinco años. Es también feriado pago solamente para el sector rural el Día del Trabajador Rural, los 30 de abril.
En la postura de Federico Rosenbaum, admitiendo como fuente de feriados los convenios colectivos, hay muchas situaciones en las que se pactó entre trabajadores y patrones un día feriado pago para la rama de actividad, como el día del trabajador doméstico, 19 de agosto, el día del trabajador pesquero, 2 de enero, el día del trabajador de frigoríficos, 28 de mayo, el día del trabajador de la construcción, el tercer lunes de octubre.
Por otra parte, es feriado simple o común aquel que no fue imputado como pago por las normas jurídicas, el convenio colectivo o laudo. Estos pueden ser permanentes: 6 de enero, lunes y martes de Carnaval, lunes a sábado de Semana de Turismo, 19 de abril, 18 de mayo, 19 de junio, 12 de octubre y 2 de noviembre; o excepcionales, establecidos por algún caso concreto.

### Según la obligación de trabajar
Según este criterio, es feriado laborable todo aquel en que la ley no los haya declarado como no laborables.
El feriado no laborable es aquel en que existe la obligación de no trabajar en virtud de la ley que lo declaró como tal. Solamente puede declarar como feriado laborable una ley ya que hacerlo implica una limitación al poder de dirección y al derecho y libertad de empresa reconocido en la Constitución, en la que establece que toda limitación a los derechos debe hacerse por razones de interés general y mediante norma legal. El fundamento se halla en que la ley busca que el trabajador efectivamente descanse ese día. Ejemplos de estos incluyen el feriado del traspaso de mando presidencial, día del censo nacional o el día del trabajador rural. Que un feriado sea no laborable no implica que también sea pago, a menos que la ley así lo disponga.

## Movilidad
Los feriados declarados por ley, sin perjuicio de su conmemoración, se observarán según el siguiente régimen:
- Si caen en sábado, domingo o lunes, se observarán en esos días.
- Si caen en martes o miércoles, se observarán el lunes inmediato anterior.
- Si caen en jueves o viernes, se observarán el lunes inmediato siguiente.

Los que siguen este régimen son los feriados movibles, que comprenden todos los que no fueron exceptuados del mismo.
Los feriados que fueron exceptuados de aquel régimen de traslados son feriados inamovibles, que son: los días de Carnaval, Semana de Turismo, 1 de enero, 6 de enero, 1 de mayo, 19 de junio, 18 de julio, 25 de agosto, 2 de noviembre y 25 de diciembre.

## Feriados

### Feriados regulares nacionales
La siguiente es la lista de feriados nacionales que ocurren todos los años. Las denominaciones de los feriados son las establecidas por ley, y en el caso de los feriados cuyo origen fue una festividad religiosa se señala a su lado su denominación original.
| Fecha                               | Nombre                                      | Remuneración | Obligación de trabajar | Movilidad  | Descripción                                                       | Ref.              |
| ----------------------------------- | ------------------------------------------- | ------------ | ---------------------- | ---------- | ----------------------------------------------------------------- | ----------------- |
| 1 de enero                          | Año Nuevo                                   | Pago         | No laborable           | Inamovible |                                                                   | [ 2 ] [ 3 ] [ 8 ] |
| 6 de enero                          | Día de los Niños                            | Simple       | Laborable              | Inamovible | También conocido por su nombre original religioso «Día de Reyes». | [ 2 ] [ 3 ] [ 8 ] |
| fecha variable (en febrero o marzo) | Carnaval                                    | Simple       | Laborable              | Inamovible | Ocurre 40 días antes de la Semana de Turismo.                     | [ 2 ] [ 3 ] [ 8 ] |
| fecha variable (en marzo o abril)   | Semana de Turismo                           | Simple       | Laborable              | Inamovible | También conocida por su versión cristiana «Semana Santa».         | [ 2 ] [ 3 ] [ 8 ] |
| 19 de abril                         | Desembarco de los Treinta y Tres Orientales | Simple       | Laborable              | Inamovible |                                                                   | [ 2 ] [ 3 ] [ 8 ] |
| 1 de mayo                           | Día de los Trabajadores                     | Pago         | No laborable           | Inamovible |                                                                   | [ 2 ] [ 3 ] [ 8 ] |
| 18 de mayo                          | Batalla de Las Piedras                      | Simple       | Laborable              | Inamovible |                                                                   | [ 2 ] [ 3 ] [ 8 ] |
| 19 de junio                         | Natalicio de Artigas                        | Simple       | Laborable              | Inamovible |                                                                   | [ 2 ] [ 3 ] [ 8 ] |
| 18 de julio                         | Jura de la Constitución                     | Pago         | No laborable           | Inamovible |                                                                   | [ 2 ] [ 3 ] [ 8 ] |
| 25 de agosto                        | Declaratoria de la Independencia            | Pago         | No laborable           | Inamovible |                                                                   | [ 2 ] [ 3 ] [ 8 ] |
| 12 de octubre                       | Día de la Raza                              | Simple       | Laborable              | Inamovible |                                                                   | [ 2 ] [ 3 ] [ 8 ] |
| 2 de noviembre                      | Día de los Difuntos                         | Simple       | Laborable              | Inamovible |                                                                   | [ 2 ] [ 3 ] [ 8 ] |
| 25 de diciembre                     | Día de la Familia                           | Pago         | No laborable           | Inamovible | Más conocido por su nombre religioso «Navidad».                   | [ 2 ] [ 3 ] [ 8 ] |

### Feriados regulares específicos
Estos feriados sólo aplican a determinado grupo de personas por su condición, principalmente por su área ocupacional. Aquí se enumeran los dispuestos por ley, sin perjuicio de los que existan y estén fijados por otras normas jurídicas o pactos:
| Fecha           | Nombre                                                                                 | Remuneración | Obligación de trabajar | Descripción | Ref.   |
| --------------- | -------------------------------------------------------------------------------------- | ------------ | ---------------------- | --- | ------ |
| 30 de abril     | Día del Trabajador Rural                                                               | Pago         | No laborable           | Solamente para trabajadores de la actividad rural.                                                                         | [ 7 ]  |
| 15 de junio     | Día Nacional del Trabajador de la Enseñanza Privada                                    | —            | No laborable           | A partir de 2019. Solamente para trabajadores de la enseñanza privada.                                                     | [ 9 ]  |
| 21 de julio     | Día del Trabajador Portuario                                                           | Pago         | —                      | Para todos los trabajadores que desempeñan actividades en los puertos de Uruguay, sin importar el tipo de vínculo laboral. | [ 10 ] |
| 17 de agosto    | Día del Trabajador Gastronómico, Barista y Hotelero                                    | Pago         | No laborable           | Solamente para trabajadores del sector. Si cae viernes, sábado, domingo o lunes, se mueve al segundo miércoles de agosto.  | [ 11 ] |
| 23 de octubre   | Día del Periodista y del Trabajador de los Medios de Comunicación en todos sus ámbitos | Pago         | No laborable           | Solamente para los periodistas y demás trabajadores de los medios de comunicación.                                         | [ 12 ] |
| 11 de diciembre | Día del Funcionario del CES                                                            | Pago         | No laborable           | Funcionarios Docentes y administrativos.                                                                                   | [ 13 ] |

### Feriados extraordinarios
Estos feriados ocurren con cierta regularidad siempre que se cumpla la condición para que se dé su aplicación. Entre los feriados extraordinarios se encuentran:
| Fecha                      | Nombre                                               | Remuneración | Obligación de trabajar | Descripción | Ref.  |
| -------------------------- | ---------------------------------------------------- | ------------ | ---------------------- | --- | ----- |
| 1 de marzo cada 5 años     | Traspaso del mando presidencial                      | Pago         | No laborable           | Solamente cuando el 1 de marzo coincida con la transmisión del mando del Presidente de la República, actualmente los años que terminan en cero o en cinco. | [ 6 ] |
| la fija el Poder Ejecutivo | Día de realización del Censo de Población y Vivienda | Pago         | —                      | Solamente cuando se realiza un censo nacional de población.                                                                                                | [ 5 ] |

### Feriados eventuales
En la historia de Uruguay, desde fines del siglo XIX hasta hoy en día se han designado feriados eventuales que festejan un acontecimiento específico solamente en un día determinado de ese año de aniversario. A veces estos feriados tienen un ámbito territorial limitado en el caso de aniversarios de fundación de ciudades. A continuación se enumera algunos a modo de ejemplo. 
| Fecha                   | Celebración                                                                      | Ámbito                    | Remuneración | Obligación de trabajar | Refs.  |
| ----------------------- | -------------------------------------------------------------------------------- | ------------------------- | ------------ | ---------------------- | ------ |
| 13 de noviembre de 1918 | Festejo por la suscripción del armisticio entre los Aliados y el Imperio alemán. | Nacional                  | —            | No laborable           | [ 14 ] |
| 9 de noviembre de 2018  | 100° aniversario de la fundación de la ciudad de José Pedro Varela.              | Local (José Pedro Varela) | Pago         | No laborable           | [ 15 ] |
| 13 de mayo de 2019      | 190° aniversario de la fundación de Bella Unión.                                 | Local (Bella Unión)       | Pago         | No laborable           | [ 16 ] |
| 17 de agosto de 2020    | 100° aniversario de la denominación de la ciudad de Young.                       | Local (Young)             | —            | No laborable           | [ 17 ] |
| 9 de noviembre de 2020  | 100° aniversario de la fundación de Minas de Corrales.                           | Local (Minas de Corrales) | Pago         | No laborable           | [ 18 ] |

## Historia

### Primeros feriados
Desde la Jura de la Constitución, Uruguay fue un país confesional teniendo como fe oficial la cristiana católica apostólica romana. Sin embargo, desde fines del siglo XIX se desarrolló un creciente movimiento secularizador en parte del sector político del país que pugnaba por la separación de la Iglesia del Estado. Parte de esto implicaba la revisión de las festividades religiosas como días festivos nacionales.

Durante el período colonial, por fuera de los 52 domingos donde el trabajo estaba prohibido, existía un total de 49 días de fiesta religiosa oficial en el virreinato del Río de la Plata. No se sabe a ciencia cierta en cuántos de ellos aplicaba la prohibición de trabajar propia de los días de precepto, aunque las estimaciones apuntan a un mínimo de 27. Por fuera de las celebraciones litúrgicas, los feriados también se utilizaban para la realización de grandes fiestas comunitarias y eventos sociales. Poco después de la independencia, el gobierno los redujo a "los muy necesarios para cumplir con la Santa Religión" y mantuvo solo 17 para 1836. Antonio Pereira escribiría críticamente en 1898 que:
[Nuestros] antepasados [...] se puede decir que toda o la mayor parte del tiempo estaban en el templo rindiendo culto a todos los santos del almanaque. Hoy porque era San Juan, mañana porque era San Pedro y pasado porque era San Antonio [...], con tantos días de fiesta andaban mal el trabajo y los negocios y se acostumbraba al pueblo a la holgazanería y a no hacer nada, y parecían más sacristanes que comerciantes e industriales.
En 1907 se declaró feriado el día 1 de marzo que coincidiera con la fecha de la elección presidencial.
En junio de 1911, después de los festejos por el centenario de la Batalla de Las Piedras del 25 al 27 del mes pasado, se estableció como feriado nacional permanente la conmemoración del aniversario de la Batalla de las Piedras el 18 de mayo de cada año.
En 1914 se suprimieron los feriados de duelo nacional establecidos por leyes anteriores: el aniversario del fallecimiento de Venancio Flores el 19 de febrero, y el día del aniversario del fallecimiento de José Artigas el 23 de septiembre. También se suprimió el duelo escolar por el fallecimiento del educador José Pedro Varela, creándose en su lugar un día de fiesta para las escuelas públicas el 19 de marzo, el aniversario de su nacimiento.
En 1915 se creó el feriado del 14 de julio en conmemoración del movimiento revolucionario francés que resultó en la Declaración de los Derechos del Hombre y del Ciudadano y el feriado del 12 de octubre, aniversario del llamado «descubrimiento de América». Por otra parte, se suprimió el feriado de Corpus Christi.
En 1916 se creó el feriado del 1 de mayo como fiesta del trabajo, en tanto que se suprimió otro feriado religioso, en este caso el día de San Felipe y Santiago.
En 1917 se creó como fiesta nacional el feriado del 20 de septiembre, habiéndose festejado de forma ocasional en 1915.
En mayo de 1919 se creó el feriado de 2 de mayo, la fiesta en homenaje a España. En junio de ese mismo año se creó el feriado de 19 de junio, en conmemoración del día de nacimiento de José Artigas.

### Nuevo sistema de feriados
Después de adoptada la nueva Constitución por la que se separó definitivamente la Iglesia del Estado, la Asamblea General en octubre de 1919 aprobó, no sin antes haber habido intensos debates, una ley que modificó los feriados, eliminando las referencias a la religión y reemplazándolas con alternativas no religiosas. La ley con el número 6997, estableció los siguientes feriados:
| - 1 de enero, Año Nuevo (en vez del día de circunsición de Jesús y en el que recibe su nombre) - 6 de enero, Día de los Niños (en vez de la Epifanía y adoración de los Reyes Magos a Jesús) - 28 de febrero, Grito de Asencio - 19 de abril, Día de los Treinta y Tres Orientales - 1 de mayo, Día de los Trabajadores - 2 de mayo, Día de España - 18 de mayo, Batalla de las Piedras - 25 de mayo, Día de América - 19 de junio, Día de Artigas - 4 de julio, Día de la Democracia - 14 de julio, Día de la Humanidad | - 18 de julio, Jura de la Constitución de 1830 - 25 de agosto, Independencia Nacional - 20 de septiembre, Día de Italia - 21 de septiembre, Cabildo Abierto - 12 de octubre, Fiesta de la Raza - 8 de diciembre, Día de las Playas (en vez del Día de la Inmaculada Concepción) - 25 de diciembre, Día de la Familia (en vez de Navidad) - Se fija como feriado no laborable el 2 de noviembre, Día de los Difuntos - Carnaval, que se sigue celebrando en los días en los que se festejaba - la sexta semana siguiente a la de Carnaval, la Semana de Turismo (en vez de Semana Santa) |

En 1923 se incorporó como feriado al elenco mencionado anteriormente al 1 de marzo en caso de coincidir con el acto de transmisión de mando del Presidente de la República y los Consejeros Nacionales.

### Eliminación de feriados durante la dictadura de Terra
El 27 de abril de 1933, durante la dictadura de Gabriel Terra, se aprobó el Decreto Ley 9000 sobre el régimen de licencias para los trabajadores, en el que se declaró como «conmemoraciones cívicas» pero suprimió como feriados los siguientes:
| - 28 de febrero, Grito de Asencio - 19 de abril, Día de los Treinta y Tres - 2 de mayo, Día de España - 18 de mayo, Batalla de las Piedras - 25 de mayo, Revolución de Mayo - 19 de junio, Día de Artigas - 4 de julio, Día de la Democracia | - 14 de julio, Día de la Humanidad - 18 de julio, Jura de la Constitución - 7 de setiembre, Día de la Justicia Internacional - 20 de septiembre, Día de Italia - 21 de septiembre, Cabildo Abierto - 12 de octubre, Día de América |

Y se suprimeron como feriados sin conmemoración alguna que las remplace los feriados del 6 de enero, Día de los Niños, 2 de noviembre, Día de los Difuntos, y 8 de diciembre, Día de las Playas. El 25 de agosto, de Independencia Nacional, estaba en el elenco de supresiones con reinstauración como conmemoración cívica, pero el 28 de abril lo exceptuó de las supresiones, por lo que este permaneció como feriado, junto con el 1 de enero, Carnaval, Semana de Turismo, 1 de mayo y 25 de diciembre.
El 11 de julio se revirtió este cambio para el día 18 de julio, que se le volvió a declarar el carácter de fiesta nacional. En 1934 se reinstituyó el 6 de enero como día feriado y de nuevo en enero de 1936. En noviembre de 1936 se restauró el feriado del 8 de diciembre. En octubre de 1937 se restauró el feriado nacional del 12 de octubre. En octubre de 1938, ya dentro del gobierno democráticamente electo de Alfredo Baldomir, se declaró nuevamente como feriado el día 2 de noviembre. En junio de 1940 se reestableció el feriado del 19 de junio, disponiéndose además la ceremonia de jura de la bandera. En 1942, durante la dictadura de Baldomir, se restableció el 18 de mayo como feriado regular.
En 1943 se dicta una nueva norma que establece que el primero de marzo es feriado, cuando coincida con la transmisión de mando del Presidente de la República.